# Барбот де Марни, Евгений Николаевич
Евгений Николаевич Барбот де Марни, или Барбот-де-Марни (1868, Российская империя — 1939, Ленинград) — российский и советский геолог, горный инженер, профессор.

## Биография
Потомственный российский горный инженер. Внук выходца из Франции. Сын горного инженера, профессора, почётного доктора геологии Петербургского горного института Н. П. Барбота де Марни.
В 1896 году окончил Горный институт. В 1897 году работал на золотых приисках, где проводил разведочные работы на золото.
С 1898 года служил управляющим Бакальского рудника, затем — помощником управляющего по горной части округа Лысьвенских заводов графов Шувалова в Пермском крае. В 1889—1890 годах провёл на Урале разноплановую разведку качканарских руд и осуществил первую геофизическую съёмку. Там же в 1899 году впервые в России применил магнитометрическую съёмку.
Также занимался разведкой платиновых россыпей. Осуществил разведочные работы в Болгарии на меднорудном месторождении. Изучал золотые прииски Аляски.
В 1901 году занимал должность помощника хранителя музея Горного института. С 1901 по 1906 состоял ассистентом по минералогии в Петербургском горном институте. С 1904 был преподавателем геологии в Николаевской военно-инженерной академии.
С 1906 года Барбот де Марни работал на Урале в должности управляющего золотыми приисками Верх-Исетских заводов, Невьянского драгостроительного завода (1907), провёл разведку в Златоустовском горном округе. С 1908 года работал начальником Отделения частных золотых промыслов. В 1914 году был зачислен в Главное горное управление и отправлен на Комаровские железорудные месторождения и Южно-Уральские горные заводы.
В 1917 году трудился на Омутнинских горных заводах в Вятской губернии. После установления советской власти был назначен техническим директором округа Северо-Вятских горных заводов; был председателем правления Южно-Сибирского золотопромышленного общества, директором-распорядителем Олекминского золотопромышленного общества, членом правления Ленского золотопромышленного товарищества.
В период Октябрьской революции служил главным управляющим Северо-Вятскими горными заводами в посёлке Омутнинского завода. В марте 1918 года он сыграл решающую роль в национализации Омутнинских заводов, став одним из членов нового органа власти на заводах — Делового Совета Омутнинского горного округа. Результатом его усилий стало образование Северо-Вятского горного округа, куда вошли все Омутнинские заводы. Благодаря его деятельности, удалось спасти заводы от разрушения в период Гражданской войны.
Летом 1920 году Барбот де Марни покинул Омутнинский завод и возглавил главк «Главзолото», будучи крупнейшим специалистом по золотым и платиновым месторождениям в стране.
В 1921 стал профессором Горного института в Ленинграде, где заведовал кафедрой золото-платинового дела института. В 1930 году работал в звании профессора Московской горной академии, читал курс «драги и экскаваторы».
Приложил много сил и богатого опыта в дело развития золотодобывающей промышленности СССР. Е. Н. Барбот де Марни первым использовал паровое алмазное бурение, прибор Тиберг-Талена для магнитометрических исследований. Благодаря его работам был впервые применен обжиг руд в больших пожогах (1 млн и более пудов бурого железняка на одном пожоге). В 1934 он создал первую классификацию систем открытой разработки и обосновал целесообразность применения экскаваторов в карьерах.
Работы Е. Н. Барбота де Марни в исследованиях по открытому способу разработки месторождений полезных ископаемых явились основополагающими. Он был консультантом проектов при разработке первых карьеров в СССР.
Скончался в 1939 году в Ленинграде. Причина его смерти остаётся неизвестной. Похоронен на Литераторских мостках на Волковском кладбище.

## Семья
Имел четверых детей:
- дочь Татьяну (1899—1976), замужем за Сенявиным Сергеем Николаевичем, горным инженером, бабушка актрисы театра и кино Натальи Варлей[3];
- сына Павла (1900—1921);
- дочь Ирину (1905—1992), замужем за Парфёновым Александром Михайловичем, профессор в области металлургии (имели двоих детей Ирину и Александра);
- сына Юрия (1909—1937)[источник не указан 1510 дней].

## Труды
- Барбот де Марни Е. Н. Гора Качканар и ее месторождения магнитного железняка // Горный журнал : Журнал. — 1902. — Июнь. — ISSN 0017-2278. Архивировано 9 января 2021 года.
- Садовский Л.А., Барбот-де-Марни Е.Н. Описание разведок, произведённых летом 1900 г. (1900 — 1903) на Магнитном руднике Златоустовского округа // Екатеринбург, геофонды, рукопись, 1904.
- Барбот де Марни Е. Н. Урал и его богатства. — Екатеринбург, типография газеты «Уральская жизнь»: Издание П. И. Певина, 1910. — 413 с.
- Барбот де Марни Е. Н. Драгирование россыпных месторождений золота и платины — М.: Гостехиздат, 1924. — 112 с.
- Барбот де Марни Е. Н. Разработка месторождений полезных ископаемых открытыми работами.- М.; Л.; Новосибирск: Горгеонефтеиздат, 1934. — 106 с.
- Барбот де Марни Е. Н. К вопросу о селективной разработке месторождений полезных ископаемых // Цветные металлы. — 1962. — № 1. — С. 14-16. 17